# Fodor Ilda
Fodor Ilda (Makó, 1959. május 19. –) magyar keramikus, pedagógus. 

## Életpályája
A szegedi Tömörkény István Gimnáziumban érettségizett. Itt Fekete János, Végvári Gyula, Zoltánfy István, Szalay Ferenc, Kalmár László, Fritz Mihály, Lantos Györgyi és T. Nagy Irén oktatták. A szegedi Juhász Gyula Tanárképző Főiskolán Dér István, Lelkes István és Novák András tanítványaként végzett. 1983–1988 között a Magyar Iparművészeti Főiskola kerámia szakán tanult, ahol Bak Imre, Fajó János festőművész, Trombitás Tamás és Mészáros Mihály szobrászművész, Pázmándi Antal és Csekovszky Árpád valamint Schrammel Imre keramikus tanította. 1988-tól a nyíregyházi Művészeti Szakközépiskolában kerámiát, alakrajzot és művészettörténetet tanított. 1995-ben részt vett IV. Nemzetközi Mester-Diák Üvegszimpóziumon. 1997-ben a kecskeméti Nemzetközi Kerámia Stúdió résztvevője volt. 1998-ban a hódmezővásárhelyi I. Kerámia Symposium tagja volt. 1999-ben a bajai Nemzetközi Festészeti Művésztelepen is megjelent. 1999-től férjével a bajai művészeti szakközépiskolában oktat. Baján él.

## Magánélete
Férje, Mészáros Gábor keramikusművész.

## Művei

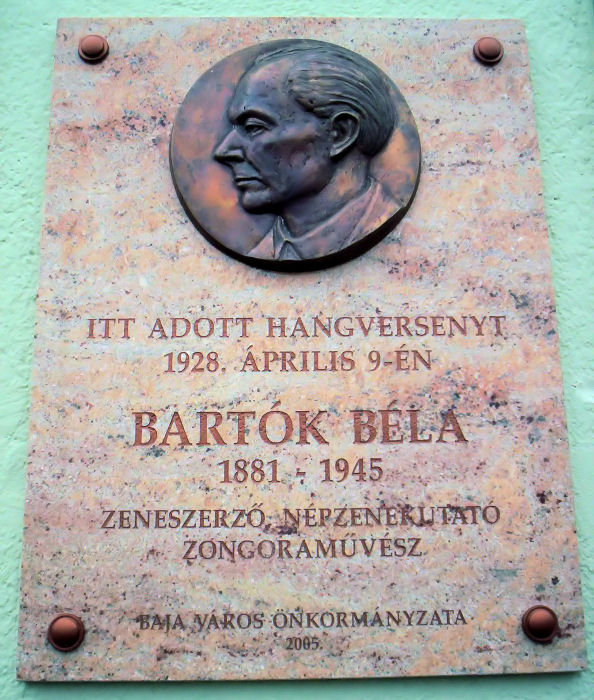
Bartók Béla-emléktábla (Baja, 2005)

- Horváth Mihály-emléktábla (Makó, 1999)
- Róka József-emléktábla (Makó, 1999)
- Bartók Béla-emléktábla (Baja, 2005)
- Állandó-változó (Hódmezővásárhely, 2010)
- Tenger növényei-sorozat
- Tél madarai
- Rózsaszín rokokó madár
- Tizenegy madár

## Kiállításai

### Egyéni
- 1990 Nyíregyháza, Sátoraljaújhely, Makó, Békés
- 1991, 1996, 1999 Szeged
- 1997, 1999 Miskolc
- 1997 Tokaj, Nagykálló
- 1998, 2006-2008 Budapest
- 1999 Vaja, Sárospatak, Lillafüred
- 2000 Nyíregyháza, Makó, Csanádpalota, Szentes, Császártöltés, Baja
- 2002 Nyíregyháza
- 2003 Kalocsa, Hódmezővásárhely, Körmend
- 2004 Hódmezővásárhely
- 2007-2008 Baja
- 2008 Szentendre
- 2008-2009 Makó

### Válogatott, csoportos
- 1989-1990, 1996, 1998 Nyíregyháza
- 1991 Tokaj, Debrecen, Körmöcbánya, Nagybánya
- 1996 Pécs, Szolnok
- 1997 Pécs, Szeged, Budapest
- 2003, 2005, 2007-2008 Hódmezővásárhely
- 2004 Budapest, Hatvan
- 2005 Gödöllő, Budapest, Hatvan, Szolnok, Kalocsa
- 2006 Pécs
- 2007 Keszthely
- 2008 Makó
- 2008 Kecskemét, Budapest

## Díjai
- a Nyíregyházi Őszi Tárlat Művészeti díja (1995)
- a Nyíregyházi Őszi Tárlat, Magyar Alkotóművészek Országos Egyesületének díja (1996)
- a Szegedi Nyári Tárlat Nemzeti Kulturális Alap díja (1997)
- Kecskeméti Nemzetközi Kerámia Stúdió fesztiváldíja (1998)

## Művei közgyűjteményekben
- Janus Pannonius Múzeum, Pécs
- Nemzetközi Kerámia Stúdió, Kecskemét
- Jósa András Múzeum, Nyíregyháza
- Városi Galéria, Nyíregyháza
- Tornyai János Múzeum, Hódmezővásárhely
- Vay Ádám Múzeum, Vaja
- Nagy István Képtár, Baja